# 刘广智
刘广智（1947年3月—2004年），山东招远人，毕业于西北大学，生前为中國人民解放軍在职正軍級軍官，少将軍階、全国人大代表。2004年，由於刘广智為中华民国從事情報工作被逮捕后处决。

## 生平
1964年8月刘广智参加中国人民解放军空军，曾任飞行大队长、团长、副师长，空军训练部副部长，空军某基地参谋长，兰州军区空军副参谋长，空军指挥学院院长，最高軍階为中国人民解放军空军少将，另外還是第十届全国人大代表，证号2776。他发表的多篇军事学术理论文章散见于《解放军报》、《空军军事学术》等报刊，其后刘广智为中华民国搜集情报。
2003年11月30日时逢中华民国总统大选，时任总统陈水扁公布中共在五个地点部署了496枚对准台湾的导弹。中共高层对台湾方面能如此详细掌握中共军事布署颇为震惊，继而收网逮捕了在大陆的台湾間諜李运溥、高国宁和吴哲明，并以此为线索挖出了为中华民国充当間諜的刘广智等人。2004年3月2日刘广智遭到逮捕，时任中国共产党中央军事委员会主席的江泽民称此案为“建国以来最严重的间谍案”，亲自下令“严肃处理，绝不轻饶”，隨后刘广智被中国人民解放军军事法院以间谍罪判处死刑，並被注射药物处决。中華民國國防部軍事情報局在他被處決後將他的牌位入祀戴笠紀念館忠烈堂。